# 警察機動部隊 (巴勒斯坦託管地)
警察機動部隊（英語：Police Mobile Force，縮寫）於1940年設於英國巴勒斯坦託管地，是巴勒斯坦警察隊的下屬部隊。
1946年12月，在諮詢查理斯·佐治·域咸後，警務總監尼科爾·格雷上校宣布解散該部隊，並將其人員納入普通警察隊伍。

## 腳註
1. ↑  https://www.nli.org.il/he/newspapers/dav/1946/12/26/01/article/21